# Henri Dikongué
Henri Dikongué (* 1967 in Douala, Kamerun) ist ein kamerunischer Musiker.

## Leben
Henri Dikongué wuchs in Kameruns Hauptstadt Jaunde auf. Er lernte Gitarre und Gesang. Seine Lieder trägt er auf Französisch und Duala vor. Sein Musikstil ist Makossa. Sein Debütalbum 1995 war das Album Wa (übersetzt Du), welches durch Kommentare über das Militärregime, Rassismus und Schwierigkeiten des post-kolonialen Lebens in Kamerun geprägt war. Sein zweites Album C'est la vie (übersetzt So ist das Leben) wurde 1998 veröffentlicht. Das Album ist dem Nigerianischen Musiker Fela Kuti und dem amerikanischen Schauspieler Robert Mitchum gewidmet und erreichte Spitzenpositionen in europäischen Musikcharts. Seine Cousine Cathy Renoir spielte als Sängerin bei mehreren Alben eine wichtige Rolle.

## Diskographie
- 1995: Wa (You), Buda Musiq (Sound of Music) / Shanachie[3]
- 1998: C'est la vie (This is life), Buda (Fenn Music)
- 2000: N'oublie jamais (Never forget), Buda Recor (Gramola)
- 2005: Biso Nawa, Buda (Fenn Music)
- 2009: Mot a Bobe, Tinder
- 2010: Anthologie (2CD), Buda Musique